# Karlsruher SC/Namen und Zahlen
In diesem Artikel finden sich weiterführende Informationen über den Karlsruher SC, die zweckmäßig zumeist nur in tabellarischer Form dargestellt werden können und die den Rahmen des Hauptartikels zu stark vergrößern würden. Hierzu gehören die wichtigsten Statistiken sowie Auflistungen der für den Verein bedeutenden Personen. An den entsprechenden Stellen des Hauptartikels wird auf die jeweiligen Abschnitte dieser Datensammlung verwiesen.

## Personen

### Präsidenten seit 1952
| Amtszeit         | Name                     | Bemerkungen                                                                                               |
| ---------------- | ------------------------ | --- |
| 1952 – 1961      | Heinz von der Heydt      | Erster Präsident des neu gegründeten Vereins.                                                             |
| 1961 – 1967      | Dietmar Schönig          | |
| 1967 – 1969      | Franz Vida               | |
| 1969 – 1972      | Christian Lingl          | |
| 1972 – 1974      | Gerd Hesse               | |
| 1974 – 2000      | Roland Schmider          | |
| 2000 – 2002      | Detlef Dietrich          | |
| 2/2002 – 11/2002 | Gerhard Seiler           | Ehemaliger Oberbürgermeister von Karlsruhe. „Notpräsident“.                                               |
| 11/2002 – 9/2009 | Hubert H. Raase          | |
| 10/2009 – 9/2010 | Paul Metzger             | Ehemaliger Oberbürgermeister der Stadt Bretten.                                                           |
| 9/2010 – 5/2020  | Ingo Wellenreuther       | Bundestagsabgeordneter. Sprang zunächst als „Notpräsident“ ein und wurde anschließend in das Amt gewählt. |
| 7/2020 –         | Holger Siegmund-Schultze | |

### Trainer seit 1952
Zur besseren Übersicht sind Trainer, die länger als zwei Jahre im Amt waren, fett hervorgehoben.
| Von der Fusion 1952 bis zu den ersten Bundesliga-Spielzeiten |                                      | |
| Amtszeit                                                     | Name                                 | Bemerkungen |
| 16.10.1952 – 30.4.1953                                       | Hans Hipp                            | |
| 1.5.1953 – 30.6.1953                                         | Friedel Moser                        | |
| 1.7.1953 – 31.7.1956                                         | Adolf Patek                          | Patek führte den KSC zweimal ins Pokalfinale und einmal ins Finale zur deutschen Meisterschaft |
| 1.7.1956 – 30.6.1959                                         | Ludwig Janda                         | Janda saß im Pokalfinale 1956 auf der Bank und wurde mit dem KSC 1958 süddeutscher Meister. |
| 1.7.1959 – 30.6.1962                                         | Eduard Frühwirth                     | Wie sein Vorgänger konnte Frühwirth die süddeutsche Meisterschaft feiern (1960). |
| 1.7.1962 – 26.1.1965                                         | Kurt Sommerlatt                      | Der ehemalige Spieler trainierte den KSC in den ersten beiden Bundesliga-Spielzeiten. |
| 27.1.1965 – 18.10.1965                                       | Helmut Schneider                     | |
| 19.10.1965 – 1.11.1966                                       | Werner Roth                          | |
| 2.11.1966 – 24.10.1967                                       | Paul Frantz                          | Unter Frantz gelang dem KSC 1966/67 mit Platz 13 die bis dahin erfolgreichste Saison in der Bundesliga. |
| 25.10.1967 – 8.2.1968                                        | Georg Gawliczek                      | |
| 10.2.1968 – 18.2.1968                                        | Herbert Widmayer                     | |
| 19.2.1968 – 30.6.1968                                        | Bernhard Termath                     | Termath war der letzte von vier (!) Trainern in der ersten Abstiegssaison. |
| Ende 1960er bis Mitte der 1980er Jahre                       |                                      | |
| Amtszeit                                                     | Name                                 | Bemerkungen |
| 1.7.1968 – 21.5.1971                                         | Kurt Baluses                         | Baluses wurde für einen Neuaufbau verpflichtet und erreichte drei Mal die Qualifikation zur Aufstiegsrunde zur Bundesliga. |
| 22.5.1971 – 30.6.1973                                        | Heinz Baas                           | |
| 1.7.1973 – 30.6.1977                                         | Carl-Heinz Rühl                      | Rühl führte die Mannschaft 1975 zur Zweitligameisterschaft und damit zurück in die Bundesliga. |
| 1.7.1977 – 26.10.1977                                        | Bernd Hoss                           | Hoss wurde nach dem 12. Spieltag, als der KSC als Spitzenreiter die 2. Liga anführte, von Präsident Schmider mit der Begründung entlassen, er pflege eine „unattraktive Spielweise“. Unter seinem Nachfolger Schafstall rutschte die Mannschaft aus den Aufstiegsrängen und schloss die Saison 1977/78 auf den 7. Tabellenplatz ab. Schafstall wurde noch vor Saisonende ebenfalls entlassen, als Interimstrainer sprang Amateurtrainer Baureis ein. |
| 27.10.1977 – 15.4.1978                                       | Rolf Schafstall                      | |
| 16.4.1978 – 30.6.1978                                        | Walter Baureis                       | |
| 1.7.1978 – 26.11.1981                                        | Manfred Krafft                       | Unter „Manni“ Krafft erreichte der KSC als Aufsteiger 1980/81 einen 10. Platz in der Bundesliga. Nur wenig später wurde er überraschend entlassen. |
| 27.11.1981 – 30.6.1982                                       | Max Merkel                           | |
| 1.7.1982 – 31.1.1983                                         | Horst Franz                          | |
| 1.2.1983 – 30.6.1983                                         | Lothar Strehlau                      | |
| 1.7.1983 – 22.3.1985                                         | Werner Olk                           | |
| 26.3.1985 – 25.4.1986                                        | Lothar Buchmann                      | |
| Mitte 1980er Jahre bis heute                                 |                                      | |
| Amtszeit                                                     | Name                                 | Bemerkungen |
| 1.7.1986 – 25.3.1998                                         | Winfried Schäfer                     | Unter Schäfer qualifizierte sich der KSC in den 1990er Jahren mehrfach für internationale Wettbewerbe. |
| 25.3.1998 – 25.8.1998                                        | Jörg Berger                          | |
| 26.8.1998 – 15.10.1999                                       | Rainer Ulrich                        | |
| 28.10.1999 – 19.4.2000                                       | Joachim Löw                          | Der spätere Bundestrainer konnte den Abstieg des KSC in die Drittklassigkeit nicht verhindern; unter ihm gewann der KSC nur eines von 18 Spielen. |
| 1.7.2000 – 25.10.2002                                        | Stefan Kuntz                         | Kuntz führte den KSC unter schwierigen Bedingungen zurück in die 2. Liga. |
| 1.11.2002 – 20.12.2004                                       | L.-G. Köstner                        | |
| 28.12.2004 – 4.1.2005                                        | Reinhold Fanz                        | Nach nur sieben Tagen im Amt die schnellste Trainerentlassung im deutschen Profifußball. Utz Claassen, damaliger Chef des Hauptsponsors EnBW, war mit der Verpflichtung nicht einverstanden. |
| 13.1.2005 – 19.8.2009                                        | Edmund Becker                        | Unter Becker gelang dem KSC 2007 die Rückkehr in die Bundesliga. Nach zweijähriger Erstligazugehörigkeit erfolgte 2009 der erneute Abstieg in die Zweitklassigkeit. Nach einem schlechten Start in die Zweitliga-Saison 2009/10 wurde er nach dem 2. Spieltag entlassen. |
| 19.8.2009 – 3.9.2009                                         | Markus Kauczinski                    | Der Trainer des KSC II sprang nach Beckers Entlassung als Interimscoach ein. |
| 3.9.2009 – 31.10.2010                                        | Markus Schupp                        | |
| 31.10.2010 – 22.11.2010                                      | Markus Kauczinski                    | Der Trainer des KSC II sprang nach Schupps Entlassung als Interimscoach ein. |
| 22.11.2010 – 1.3.2011                                        | Uwe Rapolder                         | Rapolder wurde nach 99 Tagen im Amt und 13 Punkten aus 11 Spielen wieder entlassen. |
| 2.3.2011 – 31.10.2011                                        | Rainer Scharinger                    | |
| 31.10.2011 – 6.11.2011                                       | Markus Kauczinski                    | Der Trainer des KSC II sprang nach Scharingers Entlassung als Interimscoach ein. |
| 6.11.2011 – 26.3.2012                                        | Jørn Andersen                        | Andersen wurde nach 141 Tagen im Amt und 8 Punkten aus 13 Spielen entlassen. |
| 26.3.2012 – 30.6.2016                                        | Markus Kauczinski                    | Nur 4 Tage zuvor erhielt Kauczinski sein Fußballlehrerdiplom. Bereits im Oktober 2015 kündigte Kauczinski an, seinen Vertrag nicht zu verlängern. |
| 1.7.2016 – 4.12.2016                                         | Tomas Oral                           | Im März 2016 unterschrieb Oral einen Dreijahresvertrag. Nach nur zwei Siegen bei insgesamt 12 Punkten aus 15 Spielen wurde er wieder beurlaubt. |
| 5.12.2016 – 2.1.2017                                         | Lukas Kwasniok                       | Für die letzten zwei Spiele vor der Winterpause wurde der Trainer der A-Jugend für die Profis beauftragt. |
| 3.1.2017 – 4.4.2017                                          | Mirko Slomka                         | Vertrag bis Juni 2018; freigestellt nach 8 Punkten aus 10 Spielen |
| 5.4.2017 – 20.8.2017                                         | Marc-Patrick Meister                 | |
| 20.8.2017 – 29.8.2017                                        | Christian Eichner, Zlatan Bajramović | |
| 29.8.2017 – 3.2.2020                                         | Alois Schwartz                       | |
| seit 3.2.2020                                                | Christian Eichner                    | |

### Bekannte ehemalige Spieler
Die folgende Liste führt alle prominenten Spieler des KSC sowie seiner Vorgängervereine nach untenstehenden Kriterien auf. Eine Liste sämtlicher Spieler seit der Fusion zum Karlsruher SC 1952 befindet sich hier: Liste der Spieler des Karlsruher SC.
| 1909 bis 1914 (Phönix Karlsruhe) |
| --- |
| Nationalspieler Karl Wegele – wurde zwischen 1910 und 1914 15 Mal in die Nationalelf berufen und stand zudem 12 Mal in der Südauswahl. Der Außenstürmer spielte von 1903 bis 1922 für den KFC Phönix. Emil Oberle – war einer der beiden Karlsruher Debütanten, die 1909 den ersten Länderspielsieg gegen die Schweiz einfuhren. Der Außenstürmer vertrat in insgesamt 5 Länderspielen die Farben des KFC Phönix. Robert Neumaier – stand zwischen 1909 und 1912 3 Mal in der Nationalmannschaft. Otto Reiser – wurde als vierter Spieler des KFC Phönix 1911 ein Mal für die Nationalmannschaft nominiert. |
| 1950er und 1960er Jahre |
| Nationalspieler Horst Szymaniak – stand während seiner zwei Spielzeiten beim KSC (1959–61) 12 Mal in der deutschen Auswahl, zwischen 1956 und 1966 spielte er insgesamt 43 Mal A-Nationalmannschaft. Günter Herrmann – spielte von 1958 bis 1963 im Mittelfeld des KSC und kam 1960–61 zu 7 Einsätzen in der Nationalelf. 1967, inzwischen bei Schalke 04, absolvierte er 2 weitere Länderspiele. Gerhard Siedl – erzielte bei seinen ersten 2 Länderspieleinsätzen 1957 jeweils ein Tor. Nach seinem Wechsel von KSC zum FC Bayern wurde er für 4 weitere Länderspiele berufen. Willy Reitgaßl – konnte in seinem einzigen Länderspieleinsatz 1960 in Island (5:0) einen Treffer erzielen. Klaus Zaczyk – spielte von 1963 bis 1968 für den KSC in der Bundesliga und schoss in seinem einzigen Länderspiel 1967 ein Tor. |
| Weitere bekannte Spieler dieser Ära Walter Baureis, Heinz Beck, Horst Buhtz, Hans Cieslarczyk, Willi Dürrschnabel, Rudi Fischer, Otto Geisert, Ernst Kunkel, Jupp Marx, Christian Müller, Heinz Ruppenstein, Kurt Sommerlatt, Horst Wild, Gustav Witlatschil |
| 1970er und frühe 1980er Jahre |
| Bekannte Spieler dieser Ära * Edmund Becker, Charly Berger, Gerhard Bold, Hans-Jürgen Boysen, Rolf Dohmen, Stephan Groß, Emanuel Günther, Michael Harforth, Norbert Janzon, Rudi Kargus, Raimund Krauth, Joachim Löw, Kurt Niedermayer, Winfried Schäfer, Karl-Heinz Struth, Wilfried Trenkel, Rainer Ulrich, Rudi Wimmer |
| 1986 bis 1998 („Schäfer-Ära“) |
| Nationalspieler Thomas Häßler – kam 1994 zum KSC und absolvierte bis zu seinem Vereinswechsel 1998 42 seiner insgesamt 101 Länderspiele. Michael Tarnat – war von 1994 bis 1997 für den KSC aktiv und spielte 1996 erstmals für Deutschland. Beim KSC kam er auf 4, nach seinem Wechsel zum FC Bayern auf weitere 15 Länderspieleinsätze. Dirk Schuster – war bereits 4 Mal für die DDR-Auswahl aktiv gewesen, als er 1991 zum KSC kam. 1994/95 bestritt er 3 Spiele der Nationalelf. |
| Weitere bekannte Spieler dieser Ära * Manfred Bender, Slaven Bilic, Srećko Bogdan, Eberhard Carl, Sean Dundee, Thorsten Fink, Arno Glesius, Michael Harforth, Oliver Kahn, Sergei Kirjakow, Oliver Kreuzer, Rainer Krieg, Gunther Metz, Jens Nowotny, Burkhard Reich, Claus Reitmaier, Wolfgang Rolff, Lars Schmidt, Edgar Schmitt, Mehmet Scholl, Markus Schroth, Rainer Schütterle, Michael Sternkopf, Michael Wittwer |
| seit 1998 |
| Bekannte ehemalige Spieler aus dieser Zeit * Guido Buchwald, Hakan Çalhanoğlu, Mario Eggimann, Christian Eichner, Marco Engelhardt, Giovanni Federico, Anton Fink, Sebastian Freis, Clemens Fritz, Daniel Gordon, Andreas Görlitz, Tamas Hajnal, Rouwen Hennings, Simon Jentzsch, Edmond Kapllani, Gaëtan Krebs, Bruno Labbadia, Markus Miller, Dimitrij Nazarov, Dirk Orlishausen, Marvin Pourié, Lars Stindl, Martin Stoll, Marvin Wanitzek, Budu Zivzivadze |

*Genannte Spieler haben während ihrer Karriere mindestens eines der folgenden Kriterien erfüllt:
– deutscher Nationalspieler oder mindestens 15 Länderspieleinsätze für eine andere Nationalmannschaft
– mindestens 150 Einsätze in Pflichtspielen für den KSC
– mindestens 250 Einsätze in Pflichtspielen der beiden höchsten deutschen Spielklassen oder der wichtigsten europäischen Ligen, davon mindestens 25 für den KSC
– mindestens 25 Tore in Pflichtspielen für den KSC
– mindestens 50 Tore in Pflichtspielen der beiden höchsten deutschen Spielklassen oder der wichtigsten europäischen Ligen, davon mindestens 5 für den KSC

## Statistiken

### Spieler- und Zuschauerstatistiken seit 1952

#### Rekordspieler und -torschützen
Diese Aufstellung berücksichtigt alle Liga- und DFB-Pokalspiele des KSC sowie die internationalen Wettbewerbe, hingegen weder die Endrunden um die deutsche Meisterschaft (bis 1963), noch Aufstiegsrunden in die Bundesliga (1963–74) oder Relegationsspiele um den Aufstieg (nach 1974).
| Rekordspieler | Rekordspieler    | Rekordspieler | Rekordspieler        | Rekordspieler                  | Rekordspieler | Rekordspieler    | Rekordspieler |
| Pl.           | Spieler          | Zeitraum      | Bundesliga/ Oberliga | 2. Liga / 3. Liga Regionalliga | DFB-Pokal     | UEFA-Cup/ UI-Cup | Gesamt        |
| ------------- | ---------------- | ------------- | -------------------- | ------------------------------ | ------------- | ---------------- | ------------- |
| 1.            | Rudi Wimmer      | 1969–83       | 151                  | 142                            | 21            | –                | 470           |
| 2.            | Michael Harforth | 1977–92       | 181                  | 168                            | 39            | –                | 388           |
| 3.            | Rainer Ulrich    | 1971–83       | 121                  | 226                            | 17            | –                | 364           |
| 4.            | Wilfried Trenkel | 1972–83       | 121                  | 197                            | 23            | –                | 341           |
| 5.            | Emanuel Günther  | 1977–87       | 126                  | 186                            | 28            | –                | 340           |
| 6.            | Gunther Metz     | 1987–99       | 278                  | 8                              | 28            | 24               | 338           |
| 7.            | Horst Wild       | 1962–73       | 122                  | 196                            | 6             | –                | 324           |
| 8.            | Lars Schmidt     | 1985–95       | 197                  | 68                             | 24            | 3                | 292           |
| 9.            | Daniel Gordon    | 2012–23       | –                    | 259                            | 14            | –                | 273           |
| 10.           | Srećko Bogdan    | 1985–93       | 170                  | 75                             | 24            | –                | 269           |

| Rekordtorschützen | Rekordtorschützen | Rekordtorschützen | Rekordtorschützen    | Rekordtorschützen     | Rekordtorschützen    | Rekordtorschützen | Rekordtorschützen |
| Pl.               | Spieler           | Zeitraum          | Bundesliga/ Oberliga | 2. Liga/ Regionalliga | DFB-Pokal/ Ligapokal | UEFA-Cup/ UI-Cup  | Gesamt            |
| ----------------- | ----------------- | ----------------- | -------------------- | --------------------- | -------------------- | ----------------- | ----------------- |
| 1.                | Emanuel Günther   | 1977–87           | 37                   | 98                    | 8                    | –                 | 143               |
| 2.                | Horst Wild        | 1962–73           | 34+11                | 72                    | 1                    | –                 | 118               |
| 3.                | Heinz Beck        | 1952–61           | 114                  | –                     | 2                    | –                 | 116               |
| 4.                | Ernst Kunkel      | 1952–60           | 85                   | –                     | 6                    | –                 | 91                |
| 5.                | Christian Müller  | 1966–70           | 25                   | 45                    | 2                    | –                 | 72                |
| 6.                | Rainer Schütterle | 1985–99           | 35                   | 25                    | 10                   | 1                 | 71                |
| 7.                | Karl-Heinz Struth | 1976–82           | 20                   | 39                    | 5                    | –                 | 64                |
| 8.                | Sean Dundee       | 1995–06           | 36                   | 14                    | 4+1                  | 3+2               | 60                |
| 9.                | Stephan Groß      | 1978–86           | 30                   | 20                    | 6                    | –                 | 56                |
|                   | Raimund Krauth    | 1975–82           | 10                   | 40                    | 6                    | –                 | 56                |

In der folgenden Übersicht sind jeweils die Spiele und Tore in den Meisterschaftsspielen berücksichtigt. Weitere Spiele und Tore in Pokalspielen und internationalen Wettbewerben siehe den entsprechenden Spielerartikel.
Spieler, die Torschützenkönige der jeweiligen Spielklasse wurden, sind fett hervorgehoben.
| Rekordspieler und -torschützen des KSC | Rekordspieler und -torschützen des KSC | Rekordspieler und -torschützen des KSC                                                   | Rekordspieler und -torschützen des KSC   |
| Saison                                 | Liga                                   | Meiste Spiele                                                                            | Meiste Tore                              |
| -------------------------------------- | -------------------------------------- | ---------------------------------------------------------------------------------------- | ---------------------------------------- |
| 2023/24                                | 2. Bundesliga                          | Fabian Schleusener (34)                                                                  | Igor Matanovic (14)                      |
| 2022/23                                | 2. Bundesliga                          | Marvin Wanitzek (34)                                                                     | Fabian Schleusener (13)                  |
| 2021/22                                | 2. Bundesliga                          | Fabian Schleusener (34)                                                                  | Philipp Hofmann (19)                     |
| 2020/21                                | 2. Bundesliga                          | Marius Gersbeck (33) Christoph Kobald (33) Marco Thiede (33) Marvin Wanitzek (33)        | Philipp Hofmann (13)                     |
| 2019/20                                | 2. Bundesliga                          | Benjamin Uphoff (34) Marvin Wanitzek (34)                                                | Philipp Hofmann (17)                     |
| 2018/19                                | 3. Liga                                | Anton Fink (38) David Pisot (38)                                                         | Marvin Pourié (22)                       |
| 2017/18                                | 3. Liga                                | David Pisot (38)                                                                         | Fabian Schleusener (17)                  |
| 2016/17                                | 2. Bundesliga                          | David Kinsombi (26) Dimitris Diamantakos (26)                                            | Dimitris Diamantakos (5)                 |
| 2015/16                                | 2. Bundesliga                          | Hiroki Yamada (31)                                                                       | Dimitris Diamantakos (8)                 |
| 2014/15                                | 2. Bundesliga                          | Hiroki Yamada (33)                                                                       | Rouwen Hennings (17)                     |
| 2013/14                                | 2. Bundesliga                          | Philipp Klingmann (34)                                                                   | Rouwen Hennings (10)                     |
| 2012/13                                | 3. Liga                                | Jan Mauersberger (38)                                                                    | Hakan Çalhanoğlu (17)                    |
| 2011/12                                | 2. Bundesliga                          | Aleksandre Iaschwili (32)                                                                | Aleksandre Iaschwili (8)                 |
| 2010/11                                | 2. Bundesliga                          | Matthias Zimmermann (33)                                                                 | Macauley Chrisantus (8)                  |
| 2009/10                                | 2. Bundesliga                          | Lars Stindl (33)                                                                         | Lars Stindl (9)                          |
| 2008/09                                | Bundesliga                             | Sebastian Freis (34)                                                                     | Sebastian Freis (9)                      |
| 2007/08                                | Bundesliga                             | Christian Eichner (33) Mario Eggimann (33)                                               | Sebastian Freis (8) Tamás Hajnal (8)     |
| 2006/07                                | 2. Bundesliga                          | Giovanni Federico (34) Massimilian Porcello (34)                                         | Giovanni Federico (19)                   |
| 2005/06                                | 2. Bundesliga                          | Christian Eichner (34) Markus Miller (34)                                                | Giovanni Federico (14)                   |
| 2004/05                                | 2. Bundesliga                          | Martin Stoll (32)                                                                        | Sean Dundee (8) Sebastian Freis (8)      |
| 2003/04                                | 2. Bundesliga                          | Martin Stoll (33)                                                                        | Conor Casey (14)                         |
| 2002/03                                | 2. Bundesliga                          | Clemens Fritz (30)                                                                       | Bruno Labbadia (12)                      |
| 2001/02                                | 2. Bundesliga                          | Daniel Graf (33) Bruno Labbadia (33)                                                     | Danny Fuchs (10)                         |
| 2000/01                                | Regionalliga Süd                       | Thomas Walter (33)                                                                       | Tobias Weis (9)                          |
| 1999/2000                              | 2. Bundesliga                          | Rainer Krieg (32)                                                                        | Rainer Krieg (15)                        |
| 1998/99                                | 2. Bundesliga                          | Rainer Krieg (34)                                                                        | Rainer Krieg (19)                        |
| 1997/98                                | Bundesliga                             | Thomas Häßler (34) Markus Schroth (34)                                                   | Thomas Häßler (12)                       |
| 1996/97                                | Bundesliga                             | Claus Reitmaier (34)                                                                     | Sean Dundee (17)                         |
| 1995/96                                | Bundesliga                             | Thomas Häßler (34) Claus Reitmaier (34)                                                  | Sean Dundee (16)                         |
| 1994/95                                | Bundesliga                             | Thomas Häßler (33) Claus Reitmaier (33)                                                  | Edgar Schmitt (11)                       |
| 1993/94                                | Bundesliga                             | Sergei Kirjakow (32) Dirk Schuster (32)                                                  | Manfred Bender (9) Sergei Kirjakow (9)   |
| 1992/93                                | Bundesliga                             | Oliver Kahn (34)                                                                         | Sergei Kirjakow (11)                     |
| 1991/92                                | Bundesliga                             | Gunther Metz (38)                                                                        | Rainer Schütterle (10)                   |
| 1990/91                                | Bundesliga                             | Srećko Bogdan (33)                                                                       | Rainer Schütterle (11)                   |
| 1989/90                                | Bundesliga                             | Alexander Famulla (34)                                                                   | Helmut Hermann (6) Rainer Schütterle (6) |
| 1988/89                                | Bundesliga                             | Oliver Kreuzer (34)                                                                      | Michael Spies (10)                       |
| 1987/88                                | Bundesliga                             | Oliver Kreuzer (34)                                                                      | Arno Glesius (9)                         |
| 1986/87                                | 2. Bundesliga                          | Alexander Famulla (38)                                                                   | Rainer Schütterle (18)                   |
| 1985/86                                | 2. Bundesliga                          | Srećko Bogdan (38)                                                                       | Michael Künast (14)                      |
| 1984/85                                | Bundesliga                             | Emanuel Günther (32) Andreas Keim (32) Klaus Theiss (32)                                 | Emanuel Günther (12)                     |
| 1983/84                                | 2. Bundesliga                          | Uwe Dittus (38) Bernd Fuhr (38) Stephan Groß (38) Emanuel Günther (38) Klaus Theiss (38) | Emanuel Günther (30)                     |
| 1982/83                                | Bundesliga                             | Gerhard Kleppinger (34)                                                                  | Emanuel Günther (7)                      |

| Rekordspieler und -torschützen des KSC | Rekordspieler und -torschützen des KSC | Rekordspieler und -torschützen des KSC                                                            | Rekordspieler und -torschützen des KSC        |
| Saison                                 | Liga                                   | Meiste Spiele                                                                                     | Meiste Tore                                   |
| -------------------------------------- | -------------------------------------- | ------------------------------------------------------------------------------------------------- | --------------------------------------------- |
| 1981/82                                | Bundesliga                             | Stephan Groß (34) Martin Wiesner (34)                                                             | Emanuel Günther (9)                           |
| 1980/81                                | Bundesliga                             | Gerhard Bold (34) Stephan Groß (34) Rudi Wimmer (34)                                              | Stephan Groß (14)                             |
| 1979/80                                | 2. Bundesliga                          | Rudi Wimmer (39) Emanuel Günther (39)                                                             | Emanuel Günther (29)                          |
| 1978/79                                | 2. Bundesliga                          | Gerhard Bold (38) Rainer Ulrich (38)                                                              | Raimund Krauth (16)                           |
| 1977/78                                | 2. Bundesliga                          | Jürgen Kalb (38) Emanuel Günther (38)                                                             | Emanuel Günther (27)                          |
| 1976/77                                | Bundesliga                             | Norbert Janzon (34) Winfried Schäfer (34) Rainer Ulrich (34) Rudi Wimmer (34)                     | Norbert Janzon (16)                           |
| 1975/76                                | Bundesliga                             | Jürgen Kalb (34) Winfried Schäfer (34) Wilfried Trenkel (34) Rainer Ulrich (34)                   | Martin Kübler (6)                             |
| 1974/75                                | 2. Bundesliga                          | Bernd Hoffmann (38) Rudi Wimmer (38)                                                              | Bernd Hoffmann (25)                           |
| 1973/74                                | Regionalliga Süd                       | Rudi Wimmer (33) Günther Fuchs (33) Jürgen Radau (33) Charly Berger (33) Rainer Ulrich (33)       | Charly Berger (11)                            |
| 1972/73                                | Regionalliga Süd                       | Wolfgang Platz (34)                                                                               | Hans Fritsche (16)                            |
| 1971/72                                | Regionalliga Süd                       | Günther Fuchs (36)                                                                                | Gerd Becker (11)                              |
| 1970/71                                | Regionalliga Süd                       | Rudi Wimmer (36) Jürgen Weidlandt (36)                                                            | Gerd Becker (11)                              |
| 1969/70                                | Regionalliga Süd                       | Gerd Becker (38) Eugen Ehmann (38) Jürgen Weidlandt (38) Horst Wild (38)                          | Christian Müller (18) Horst Wild (18)         |
| 1968/69                                | Regionalliga Süd                       | Christian Müller (34)                                                                             | Christian Müller (23)                         |
| 1967/68                                | Bundesliga                             | Jupp Marx (34)                                                                                    | Christian Müller (8)                          |
| 1966/67                                | Bundesliga                             | Siegfried Kessler (33) Klaus Zaczyk (33)                                                          | Christian Müller (17)                         |
| 1965/66                                | Bundesliga                             | Horst-Dieter Berking (29)                                                                         | Horst Wild (11)                               |
| 1964/65                                | Bundesliga                             | Horst Saida (29)                                                                                  | Hartmann Madl (12)                            |
| 1963/64                                | Bundesliga                             | Otto Geisert (30)                                                                                 | Siegfried Stark (7)                           |
| 1962/63                                | Oberliga Süd                           | Manfred Paul (30) Willi Rihm (30) Heinz Ruppenstein (30) Gustav Witlatschil (30)                  | Otto Geisert (15)                             |
| 1961/62                                | Oberliga Süd                           | Manfred Paul (30) Heinz Ruppenstein (30) Gustav Witlatschil (30)                                  | Jupp Marx (12)                                |
| 1960/61                                | Oberliga Süd                           | Reinhold Wischnowsky (30)                                                                         | Friedel Späth (18)                            |
| 1959/60                                | Oberliga Süd                           | Willy Reitgaßl (30) Bernhard Termath (30)                                                         | Willy Reitgaßl (13) Reinhold Wischnowsky (13) |
| 1958/59                                | Oberliga Süd                           | Wilhelm Dimmel (30) Bernhard Termath (30)                                                         | Heinz Beck (12)                               |
| 1957/58                                | Oberliga Süd                           | Rudi Fischer (30)                                                                                 | Heinz Beck (11)                               |
| 1956/57                                | Oberliga Süd                           | Walter Baureis (30) Heinz Beck (30) Werner Hesse (30) Heinz Ruppenstein (30) Kurt Sommerlatt (30) | Heinz Beck (34)                               |
| 1955/56                                | Oberliga Süd                           | Walter Baureis (30) Siegfried Geesmann (30)                                                       | Ernst Kunkel (14)                             |
| 1954/55                                | Oberliga Süd                           | Rudi Fischer (30)                                                                                 | Hans Strittmatter (16)                        |
| 1953/54                                | Oberliga Süd                           | Kurt Sommerlatt (30) Hans Strittmatter (30)                                                       | Ernst Kunkel (18)                             |
| 1952/53                                | Oberliga Süd                           | Rudi Fischer (30) Werner Roth (30) Kurt Sommerlatt (30)                                           | Ernst Kunkel (17)                             |

#### Zuschauer
| Zuschauerzahlen des KSC (Durchschnitt ø je Saison) | Zuschauerzahlen des KSC (Durchschnitt ø je Saison) | Zuschauerzahlen des KSC (Durchschnitt ø je Saison) | Zuschauerzahlen des KSC (Durchschnitt ø je Saison) |
| Saison                                             | Liga                                               | ø KSC                                              | ø Liga                                             |
| -------------------------------------------------- | -------------------------------------------------- | -------------------------------------------------- | -------------------------------------------------- |
| 2022/23                                            | 2. Bundesliga                                      | 18.840                                             | 022.263                                            |
| 2021/22                                            | 2. Bundesliga                                      | 11.591                                             | 013.625                                            |
| 2020/21                                            | 2. Bundesliga                                      | 168                                                | 0338                                               |
| 2019/20                                            | 2. Bundesliga                                      | 9.288                                              | 014.975                                            |
| 2018/19                                            | 3. Liga                                            | 13.218                                             | 08.149                                             |
| 2017/18                                            | 3. Liga                                            | 11.680                                             | 06.182                                             |
| 2016/17                                            | 2. Bundesliga                                      | 13.855                                             | 21.738                                             |
| 2015/16                                            | 2. Bundesliga                                      | 16.019                                             | 19.017                                             |
| 2014/15                                            | 2. Bundesliga                                      | 17.381                                             | 17.613                                             |
| 2013/14                                            | 2. Bundesliga                                      | 16.145                                             | 17.860                                             |
| 2012/13                                            | 3. Liga                                            | 11.974                                             | 06.162                                             |
| 2011/12                                            | 2. Bundesliga                                      | 15.173                                             | 17.242                                             |
| 2010/11                                            | 2. Bundesliga                                      | 14.780                                             | 14.529                                             |
| 2009/10                                            | 2. Bundesliga                                      | 17.983                                             | 14.967                                             |
| 2008/09                                            | Bundesliga                                         | 28.062                                             | 41.904                                             |
| 2007/08                                            | Bundesliga                                         | 28.840                                             | 38.975                                             |
| 2006/07                                            | 2. Bundesliga                                      | 24.694                                             | 15.253                                             |
| 2005/06                                            | 2. Bundesliga                                      | 17.102                                             | 12.020                                             |
| 2004/05                                            | 2. Bundesliga                                      | 13.465                                             | 12.074                                             |
| 2003/04                                            | 2. Bundesliga                                      | 12.441                                             | 08.595                                             |
| 2002/03                                            | 2. Bundesliga                                      | 11.465                                             | 10.097                                             |
| 2001/02                                            | 2. Bundesliga                                      | 11.789                                             | 08.021                                             |
| 2000/01                                            | Regionalliga Süd                                   | 10.285                                             | N. N.                                              |
| 1999/00                                            | 2. Bundesliga                                      | 10.591                                             | 10.804                                             |
| 1998/99                                            | 2. Bundesliga                                      | 16.082                                             | 07.713                                             |
| 1997/98                                            | Bundesliga                                         | 26.769                                             | 31.112                                             |
| 1996/97                                            | Bundesliga                                         | 27.096                                             | 28.681                                             |
| 1995/96                                            | Bundesliga                                         | 26.806                                             | 29.107                                             |
| 1994/95                                            | Bundesliga                                         | 28.862                                             | 27.702                                             |
| 1993/94                                            | Bundesliga                                         | 22.012                                             | 26.100                                             |
| 1992/93                                            | Bundesliga                                         | 22.118                                             | 24.173                                             |
| 1991/92                                            | Bundesliga                                         | 17.921                                             | 22.634                                             |
| 1990/91                                            | Bundesliga                                         | 18.294                                             | 20.508                                             |
| 1989/90                                            | Bundesliga                                         | 19.265                                             | 19.765                                             |
| 1988/89                                            | Bundesliga                                         | 20.559                                             | 17.631                                             |
| 1987/88                                            | Bundesliga                                         | 21.629                                             | 18.646                                             |
| 1986/87                                            | 2. Bundesliga                                      | 10.395                                             | 05.399                                             |
| 1985/86                                            | 2. Bundesliga                                      | 05.447                                             | 04.158                                             |

| Zuschauerzahlen des KSC (Durchschnitt ø je Saison) | Zuschauerzahlen des KSC (Durchschnitt ø je Saison) | Zuschauerzahlen des KSC (Durchschnitt ø je Saison) | Zuschauerzahlen des KSC (Durchschnitt ø je Saison) |
| Saison                                             | Liga                                               | ø KSC                                              | ø Liga                                             |
| -------------------------------------------------- | -------------------------------------------------- | -------------------------------------------------- | -------------------------------------------------- |
| 1984/85                                            | Bundesliga                                         | 18.618                                             | 18.841                                             |
| 1983/84                                            | 2. Bundesliga                                      | 12.632                                             | 05.856                                             |
| 1982/83                                            | Bundesliga                                         | 17.941                                             | 20.198                                             |
| 1981/82                                            | Bundesliga                                         | 23.029                                             | 20.524                                             |
| 1980/81                                            | Bundesliga                                         | 27.471                                             | 22.535                                             |
| 1979/80                                            | 2. Bundesliga                                      | 08.085                                             | 4.272                                              |
| 1978/79                                            | 2. Bundesliga                                      | 08.258                                             | 4.033                                              |
| 1977/78                                            | 2. Bundesliga                                      | 07.763                                             | 4.816                                              |
| 1976/77                                            | Bundesliga                                         | 29.647                                             | 24.189                                             |
| 1975/76                                            | Bundesliga                                         | 31.235                                             | 22.119                                             |
| 1974/75                                            | 2. Bundesliga                                      | 20.211                                             | 6.628                                              |
| 1973/74                                            | Regionalliga Süd                                   | 08.059                                             | N. N.                                              |
| 1972/73                                            | Regionalliga Süd                                   | 11.176                                             | N. N.                                              |
| 1971/72                                            | Regionalliga Süd                                   | 05.158                                             | N. N.                                              |
| 1970/71                                            | Regionalliga Süd                                   | 09.053                                             | N. N.                                              |
| 1969/70                                            | Regionalliga Süd                                   | 12.684                                             | N. N.                                              |
| 1968/69                                            | Regionalliga Süd                                   | 13.118                                             | N. N.                                              |
| 1967/68                                            | Bundesliga                                         | 22.735                                             | 20.090                                             |
| 1966/67                                            | Bundesliga                                         | 25.529                                             | 23.299                                             |
| 1965/66                                            | Bundesliga                                         | 29.882                                             | 23.185                                             |
| 1964/65                                            | Bundesliga                                         | 32.000                                             | 27.052                                             |
| 1963/64                                            | Bundesliga                                         | 31.667                                             | 24.624                                             |
| 1962/63                                            | Oberliga Süd                                       | 14.200                                             | N. N.                                              |
| 1961/62                                            | Oberliga Süd                                       | 11.667                                             | N. N.                                              |
| 1960/61                                            | Oberliga Süd                                       | 12.133                                             | N. N.                                              |
| 1959/60                                            | Oberliga Süd                                       | 18.867                                             | N. N.                                              |
| 1958/59                                            | Oberliga Süd                                       | 12.667                                             | N. N.                                              |
| 1957/58                                            | Oberliga Süd                                       | 13.400                                             | N. N.                                              |
| 1956/57                                            | Oberliga Süd                                       | 17.200                                             | N. N.                                              |
| 1955/56                                            | Oberliga Süd                                       | 20.133                                             | N. N.                                              |
| 1954/55                                            | Oberliga Süd                                       | 10.333                                             | N. N.                                              |
| 1953/54                                            | Oberliga Süd                                       | 10.333                                             | N. N.                                              |
| 1952/53                                            | Oberliga Süd                                       | 12.867                                             | N. N.                                              |

### Endspielteilnahmen
Deutsche Meisterschaft:
- 5 Endrundenteilnahmen (1909, 1910, 1956, 1958, 1960)
- 2 Finalteilnahmen (1909, 1956)
- 1× Deutscher Meister (1909)

DFB-Pokal:
- 4 Endspielteilnahmen (1955, 1956, 1960, 1996)
- 2× Deutscher Pokalsieger (1955, 1956)

#### Deutsches Meisterschaftsendspiel 1909
| FC Phönix Karlsruhe – Berliner TuFC Viktoria 89 – 4:2 (2:1) | |
| Austragungsort                                              | Platz von Schlesien Breslau, Breslau, 30. Mai 1909, 1.500 Zuschauer                                                                                                 |
| Aufstellung                                                 | Otto Michaelis – Ernst Karth, Robert Neumaier – Robert Heger, Arthur Beier, Karl Schweinshaut – Karl Wegele, Otto Reiser, Hermann Leibold, Wilhelm Noë, Emil Oberle |
| Trainer                                                     | – |
| Tore                                                        | 0:1 Worpitzky (16.), 1:1 Beier (30.), 2:1 Noë (34.), 3:1 Leibold (55.), 4:1 Noe (65.), 4:2 Röpnack (83.)                                                            |

#### Deutsches Pokalfinale 1955
| Karlsruher SC – FC Schalke 04 – 3:2 (1:1) | |
| Austragungsort                            | Eintracht-Stadion, Braunschweig, 21. Mai 1955, 25.000 Zuschauer |
| Aufstellung                               | Rudi Fischer – Max Fischer, Walter Baureis, Werner Roth, Siegfried Geesmann, Herbert Dannenmeier, Oswald Traub, Kurt Sommerlatt, Antoine Kohn, Ernst Kunkel, Hans Strittmatter |
| Trainer                                   | Adolf Patek |
| Tore                                      | 1:0 Kunkel (20.), 1:1 Sadlowski (44.), 1:2 Sadlowski (70.), 2:2 Sommerlatt (83.), 3:2 Traub (86.)                                                                              |

#### Deutsches Meisterschaftsendspiel 1956
| Borussia Dortmund – Karlsruher SC – 4:2 (2:1) | |
| Austragungsort                                | Olympiastadion Berlin, 24. Juni 1956, 75.000 Zuschauer |
| Aufstellung                                   | Rudi Fischer – Max Fischer, Walter Baureis, Heinz Ruppenstein, Siegfried Geesmann, Oswald Traub, Herbert Dannenmeier, Kurt Sommerlatt, Heinz Beck, Ernst Kunkel, Bernhard Termath |
| Trainer                                       | Adolf Patek |
| Tore                                          | 0:1 Kunkel (10.), 1:1 Niepieklo (15.), 2:1 Kelbassa (26.), 3:1 Preißler (53.), 4:1 Peters (57.), 4:2 Burgsmüller (62., Eigentor)                                                  |

#### Deutsches Pokalfinale 1956
| Karlsruher SC – Hamburger SV – 3:1 (1:1) | |
| Austragungsort                           | Wildparkstadion Karlsruhe, 5. August 1956, 25.000 Zuschauer |
| Aufstellung                              | Rudi Fischer – Werner Hesse, Walter Baureis, Heinz Ruppenstein, Siegfried Geesmann, Gerhard Siedl, Oswald Traub, Kurt Sommerlatt, Antoine Kohn, Heinz Beck, Bernhard Termath |
| Trainer                                  | Ludwig Janda |
| Tore                                     | 0:1 Seeler (16.), 1:1 Termath (40.), 2:1 Termath (63.), 3:1 Kohn (87.) |

#### Deutsches Pokalfinale 1960
| Borussia Mönchengladbach – Karlsruher SC – 3:2 (2:1) | |
| Austragungsort                                       | Rheinstadion Düsseldorf, 5. Oktober 1960, 50.000 Zuschauer |
| Aufstellung                                          | Horst Jungmann – Wilhelm Dimmel, Gustav Witlatschil, Heinz Ruppenstein, Willi Rihm, Horst Szymaniak, Willy Reitgaßl, Günter Herrmann, Walter Schwarz, Friedel Späth, Reinhold Nedoschil |
| Trainer                                              | Eduard Frühwirth |
| Tore                                                 | 1:0 Mühlhausen (5.), 1:1 Herrmann (22.), 2:1 Kohn (25.), 2:2 Schwarz (58.), 3:2 Brülls (60.)                                                                                            |

#### Deutsches Pokalfinale 1996
| 1. FC Kaiserslautern – Karlsruher SC – 1:0 (1:0) | |
| Austragungsort                                   | Olympiastadion Berlin, 25. Mai 1996, 75.800 Zuschauer |
| Aufstellung                                      | Claus Reitmaier – Jens Nowotny, Thomas Ritter (ab 82. Eberhard Carl), Dirk Schuster, Gunther Metz (ab 73. Edgar Schmitt), Thorsten Fink, Thomas Häßler, Manfred Bender, Michael Tarnat, Adrian Knup, Sean Dundee |
| Trainer                                          | Winfried Schäfer |
| Tore                                             | 1:0 Wagner (42.) |

### Internationale Wettbewerbe
Da der Europapokal der Pokalsieger erst zur Saison 1960/61 eingeführt wurde, qualifizierte sich der Karlsruher SC durch seine beiden Pokalerfolge 1955 und 1956 nicht für einen internationalen Wettbewerb. Für die Teilnahme am UEFA-Pokal bzw. UI-Cup in den 1990er Jahren waren die Bundesliga-Platzierungen in der jeweiligen Vorsaison maßgeblich.

#### UEFA-Cup 1993/94
| Runde         | Datum                             | Begegnung           | Begegnung | Begegnung     | Ergebnisse | Ergebnisse |
| ------------- | --------------------------------- | ------------------- | --------- | ------------- | ---------- | ---------- |
| 1. Runde      | 14. und 28. September 1993        | Karlsruher SC       | –         | PSV Eindhoven | 2:1 (2:1)  | 0:0        |
| 2. Runde      | 20. Oktober und 2. November 1993  | FC Valencia         | –         | Karlsruher SC | 3:1 (1:0)  | 0:7 (0:3)  |
| 3. Runde      | 23. November und 7. Dezember 1993 | Girondins Bordeaux  | –         | Karlsruher SC | 1:0 (0:0)  | 0:3 (0:1)  |
| Viertelfinale | 2. und 16. März 1994              | Boavista Porto      | –         | Karlsruher SC | 1:1 (1:0)  | 0:1 (0:1)  |
| Halbfinale    | 29. März und 12. April 1994       | SV Austria Salzburg | –         | Karlsruher SC | 0:0 (0:0)  | 1:1 (1:0)  |

#### UI-Cup 1995/96
| Runde    | Datum                  | Begegnung     | Begegnung | Begegnung          | Ergebnisse | Ergebnisse |
| -------- | ---------------------- | ------------- | --------- | ------------------ | ---------- | ---------- |
| Vorrunde | 8. und 22. August 1995 | Karlsruher SC | –         | Girondins Bordeaux | 0:2 (0:1)  | 2:2 (1:2)  |

#### UI-Cup und UEFA-Cup 1996/97
| Runde    | Datum                             | Begegnung        | Begegnung | Begegnung     | Ergebnisse | Ergebnisse |
| -------- | --------------------------------- | ---------------- | --------- | ------------- | ---------- | ---------- |
| UI-Cup   | 6. und 20. August 1996            | Standard Lüttich | –         | Karlsruher SC | 1:0 (0:0)  | 1:3 (0:1)  |
| 1. Runde | 10. und 24. September 1996        | Rapid Bukarest   | –         | Karlsruher SC | 1:0 (0:0)  | 1:4 (0:0)  |
| 2. Runde | 15. und 29. Oktober 1996          | Karlsruher SC    | –         | AS Rom        | 3:0 (1:0)  | 1:2 (0:2)  |
| 3. Runde | 19. November und 3. Dezember 1996 | Brøndby IF       | –         | Karlsruher SC | 1:3 (0:2)  | 5:0 (2:0)  |

#### UEFA-Cup 1997/98
| Runde    | Datum                             | Begegnung     | Begegnung | Begegnung            | Ergebnisse | Ergebnisse |
| -------- | --------------------------------- | ------------- | --------- | -------------------- | ---------- | ---------- |
| 1. Runde | 16. und 30. September 1997        | Karlsruher SC | –         | Anorthosis Famagusta | 2:1 (1:1)  | 1:1 (1:1)  |
| 2. Runde | 21. Oktober und 4. November 1997  | FC Metz       | –         | Karlsruher SC        | 0:2 (0:2)  | 1:1 (1:1)  |
| 3. Runde | 25. November und 9. Dezember 1997 | Karlsruher SC | –         | Spartak Moskau       | 0:0        | 0:1 (0:0)  |

## Hauptsponsoren seit 1974
| Zeitraum    | Sponsor                               | Branche                                  |
| ----------- | ------------------------------------- | ---------------------------------------- |
| 1974 – 1978 | Karlsruher Leben                      | Versicherungen                           |
| 1978 – 1981 | Hettel                                | Autovermietung                           |
| 1981 – 1983 | BIC                                   | Kugelschreiber                           |
| 1983 – 1985 | Moninger                              | Brauerei                                 |
| 1985 – 1986 | „Ka“                                  | Marketinggesellschaft                    |
| 1986 – 1989 | SüBa                                  | Bauunternehmen                           |
| 1989 – 1991 | Trigema                               | Textilunternehmen                        |
| 1991 – 1998 | Ehrmann                               | Milchverarbeitung                        |
| 1998 – 2000 | Becker                                | Autoradio-Hersteller                     |
| 2000 – 2004 | Karlsruher Versicherungen             | Versicherungen                           |
| 2004 – 2010 | EnBW                                  | Energieversorgung                        |
| 2010 – 2021 | Klaiber                               | Hersteller von Sonnenschutz und Markisen |
| 2021 – 2024 | GEM Ingenieurgesellschaft / CG Gruppe | Ingenieur- und Bauträgergesellschaft     |
| 2024 –      | SWEG                                  | Schienenverkehr                          |

In den Spielzeiten 2007/08 und 2008/09 der Fußball-Bundesliga war die EnBW sowohl Hauptsponsor des Karlsruher SC, als auch des VfB Stuttgart. Aus diesem Grund lief beim Aufeinandertreffen der beiden Mannschaften die jeweilige Auswärtsmannschaft mit einem Logo der EnBW-Tochter Yello Strom auf ihren Trikots auf.
Ab der Saison 2019/20 war die Berliner CG Gruppe Ärmelsponsor des KSC. Ab der Saison 2021/22 fungierten CG Elementum und deren Tochtergesellschaft GEM Ingenieurgesellschaft mit Sitz in Karlsruhe als Hauptsponsor. Das Logo von GEM wurde dabei auf den Heim-Trikots und das von CG Elementum auf den Auswärts-Trikots getragen. Ab der Folgesaison war CG Elementum bis zur Saison 2023/24 alleiniger Hauptsponsor.